# Deniz Öncü
Deniz Öncü, né le 26 juillet 2003 à Alanya, est un pilote de vitesse moto turc.

## Statistiques

### Par saison
(Mise à jour après le  Grand Prix moto de la Communauté valencienne 2023)
| Sais  | Cat.  | Moto | Course | Vict | Pod | Pole | M.tour | Pts | Class | Titre |
| ----- | ----- | ---- | ------ | ---- | --- | ---- | ------ | --- | ----- | ----- |
| 2019  | Moto3 | KTM  | 5      | 0    | 0   | 0    | 0      | 0   | 35e   | -     |
| 2020  | Moto3 | KTM  | 15     | 0    | 0   | 0    | 0      | 50  | 17e   | -     |
| 2021  | Moto3 | KTM  | 16     | 0    | 3   | 1    | 0      | 95  | 11e   | -     |
| 2022  | Moto3 | KTM  | 20     | 0    | 3   | 3    | 4      | 200 | 5e    | -     |
| 2023  | Moto3 | KTM  | 20     | 3    | 7   | 4    | 3      | 223 | 4e    |       |
| Total |       |      | 76     | 3    | 13  | 8    | 7      | 568 |       | 0     |

### Statistiques par catégorie
(Mise à jour après le  Grand Prix moto de la Communauté valencienne 2023)
| Classer | Saisons | 1er GP   | 1er Podium | 1ère Victoire | Course | Victoires | Podiums | Pôle | M.tours | Points | Titres |
| ------- | ------- | -------- | ---------- | ------------- | ------ | --------- | ------- | ---- | ------- | ------ | ------ |
| Moto3   | 2019-   | CZE 2019 | CAT 2021   | ALL 2023      | 76     | 3         | 13      | 8    | 7       | 568    | 0      |
| Total   | 2019-   |          |            |               | 76     | 3         | 13      | 8    | 7       | 568    | 0      |

### Courses par année
(les courses en gras indiquent la pole position, les courses en italique indiquent le tour le plus rapide)
| Saison | Catégorie | Moto | 1      | 2      | 3       | 4      | 5     | 6       | 7      | 8      | 9       | 10     | 11     | 12    | 13     | 14      | 15     | 16     | 17     | 18     | 19     | 20    | Classement | Points |
| ------ | --------- | ---- | ------ | ------ | ------- | ------ | ----- | ------- | ------ | ------ | ------- | ------ | ------ | ----- | ------ | ------- | ------ | ------ | ------ | ------ | ------ | ----- | ---------- | ------ |
| 2019   | Moto3     | KTM  | QAT    | ARG    | AME     | SPA    | FRA   | ITA     | CAT    | NED    | GER     | CZE 18 | AUT 17 | GBR   | RSM 16 | ARA 24  | THA 19 | JAP    | AUS    | MAL    | VAL    |       | 35e        | 0      |
| 2020   | Moto3     | KTM  | QAT 12 | SPA 25 | ANC Ab. | CZE 15 | AUT 8 | STY Ab. | RSM 16 | EMR 7  | CAT Ab. | FRA 22 | ARA 15 | TER 7 | EUR 14 | VAL 7   | POR 10 |        |        |        |        |       | 17e        | 50     |
| 2021   | Moto3     | KTM  | QAT 20 | DOA 18 | POR 15  | SPA 20 | FRA 9 | ITA Ab. | CAT 3  | GER 16 | NED 15  | STY 21 | AUT 2  | GBR 8 | ARA 2  | RSM 21  | AME 5  | EMI    | ALR    | VAL 5  |        |       | 11e        | 95     |
| 2022   | Moto3     | KTM  | QAT 4  | IND 5  | ARG 14  | AME 5  | POR 4 | ESP 4   | FRA 9  | ITA 15 | CAT 5   | GER 7  | NED 9  | GBR 3 | AUT 4  | RSM 4   | ARA 4  | JAP 15 | THA 17 | AUS 2  | MAL 10 | VAL 2 | 5e         | 200    |
| 2023   | Moto3     | KTM  | POR 10 | ARG 24 | AME 6   | SPA 9  | FRA 6 | ITA 2   | GER 1  | NED 3  | GBR 11  | AUT 1  | CAT 11 | RSM 3 | IND 14 | JPN Ab. | INA 8  | AUS 1  | THA 5  | MAL 11 | QAT 3  | VAL 5 | 4e         | 223    |

* Saison en cours.
Système d’attribution des points
| Position | 1er | 2e | 3e | 4e | 5e | 6e | 7e | 8e | 9e | 10e | 11e | 12e | 13e | 14e | 15e |
| Points   | 25  | 20 | 16 | 13 | 11 | 10 | 9  | 8  | 7  | 6   | 5   | 4   | 3   | 2   | 1   |

| Couleur | Résultat                     |
| ------- | ---------------------------- |
| Or      | Vainqueur                    |
| Argent  | 2e place                     |
| Bronze  | 3e place                     |
| Vert    | Terminé, dans les points     |
| Bleu    | Terminé, pas dans les points |
| Violet  | Abandon (Ab.) ou (Ret)       |
| Violet  | Non classé (NC)              |
| Rouge   | Pas qualifié (DNQ)           |
| Noir    | Disqualifié (DSQ)            |
| Blanc   | Pas au départ (DNS)          |
| Blanc   | Forfait (WD)                 |
| Blanc   | N'a pas participé (DNP)      |
| Blanc   | Blessé (INJ)                 |
| Blanc   | Exclu (EX)                   |
| Blanc   | Course annulée (C)           |

## Palmarès

### Victoires en Moto3: 3
| Année | Lieu du Grand Prix          | Circuit                   | Ville                |
| ----- | --------------------------- | ------------------------- | -------------------- |
| 2023  | Grand Prix moto d'Allemagne | Circuit de Sachsenring    | Hohenstein-Ernstthal |
| 2023  | Grand Prix moto d'Autriche  | Circuit de Spielberg      | Spielberg (Autriche) |
| 2023  | Grand Prix moto d'Australie | Circuit de Phillip Island | Phillip Island       |